# Сін Юн Бок
Сін Юн Бок (кор. 신윤복, псевдонім Хьовон) — корейський художник епохи пізнього Чосону.

## Загальна інформація
Сін Юн Бок народився в родині придворних художників корейської королівської династії Чосон — його батько Сін Хан Пхьон (відомий під псевдонімом Ганпьон), написав портрети королів Йонджо і Чонджо, його дід також служив при дворі художником. Поряд з іншими відомими сучасними йому майстрами, такими, як Кім Хон До і Чжунджьо, Сін Юн Бок був прихильником реалістичного стилю у живописі, майстром жанрових полотен. Поряд з Данвоном і художником пізнішого покоління Овоном, Сін Юн Бок (Хьовон) складає трійку знаменитих корейських майстрів «Три Вона».
Жанрові роботи Сін Юн Бока, присвячені побуту різних верств корейського суспільства, були сюжетно більш вільні і розкутіші, ніж твори Данвона, мали еротичний зміст, що врешті-решт призвело до виключення майстра з королівського придворного художнього інституту Довасьо. Сін Юн Бок створював також пейзажі і картини, що зображують тварин. Писав свої твори він як на папері, так і на шовку.
Збірка з 30 картин Хьовона була включена у 1970 році в список Національних скарбів Кореї (під номером 135).